# Güglingen
Güglingen (tiếng Đức: [ˈɡyːɡlɪŋən] ⓘ) là một thị xã ở huyện Heilbronn trong bang Baden-Württemberg miền nam Đức. Đô thị này có diện tích 16,26 km², dân số thời điểm 31 tháng 12 năm 2020 là 6434 người. Đô thị này tọa lạc 18 km về phía tây nam của Heilbronn.
Güglingen tọa lạc ở thung lũng Zabergäu tây nam huyện Heilbronn.

## Đô thị giáp ranh
Các xã và thị trấn giáp ranh (theo chiều kim đồng hồ): Pfaffenhofen, Eppingen, Brackenheim, Cleebronn (tất cả đều thuộc huyện Heilbronn) và Sachsenheim (huyện Ludwigsburg).